# 亀戸
亀戸（かめいど）は、東京都江東区の町名。現行行政地名は亀戸一丁目から亀戸九丁目。住居表示実施済区域。また、亀戸駅および亀戸水神駅を中心とする副都心。

## 概要
江東区の北部エリアにあり、亀戸駅の北に、蔵前橋通り、南に、国道14号（京葉道路）が通っている。繁華街、オフィス街、商店街、住宅街と様々な雰囲気を持つ。
商業的には、旗艦型複合商業施設の「カメイドクロック」、駅ビルの「アトレ亀戸」を擁する一方、五ノ橋豊国通り商店会・亀戸十三間通り商店街・亀戸中央通り商店街・亀戸天神通り商店街・亀戸香取勝運商店街など多くの歴史ある商店街がそれぞれに多様な活況を呈している。
錦糸町と合わせて『錦糸町・亀戸副都心』の指定を東京都から受けているが横十間川を挟んで錦糸町は墨田区、亀戸は江東区に属している。地方自治の行政区分は2つの行政区内に連なる。鉄道はJR総武線・東武鉄道亀戸線が利用できる。

## 地理
東西南北を川に囲まれた地形である。東に江戸川区平井・西に墨田区太平・南に江東区大島・北に墨田区文花。

### 地価
住宅地の地価は、2025年（令和7年）1月1日の公示地価によれば、亀戸4-33-8の地点で53万5000円/m2、亀戸9-16-5の地点で62万8000円/m2となっている。

### 公園
区立公園
- 亀戸公園
- 亀戸水上公園
- 文泉公園
- 亀戸駅前公園
- 亀戸二丁目公園
- 亀島公園
- 亀戸三丁目公園
- 亀戸四丁目ふれあい公園
- 香取公園
- 亀戸四丁目公園

- 水神公園
- 亀戸五丁目公園
- 亀戸五丁目第二公園
- 亀戸緑道公園
- 亀戸南公園

- 亀戸平岩公園
- 亀戸平岩第二公園
- 亀戸東公園
- 亀戸七丁目北公園
- 亀戸七丁目南公園

- 亀戸七丁目西公園
- 亀戸九丁目公園
- 亀戸九丁目緑道公園
- 亀戸運動公園
- 竪川第一公園

- 竪川河川敷公園

都立公園
- 亀戸中央公園

### 河川
- 旧中川
- 横十間川
- 竪川
- 北十間川

## 歴史

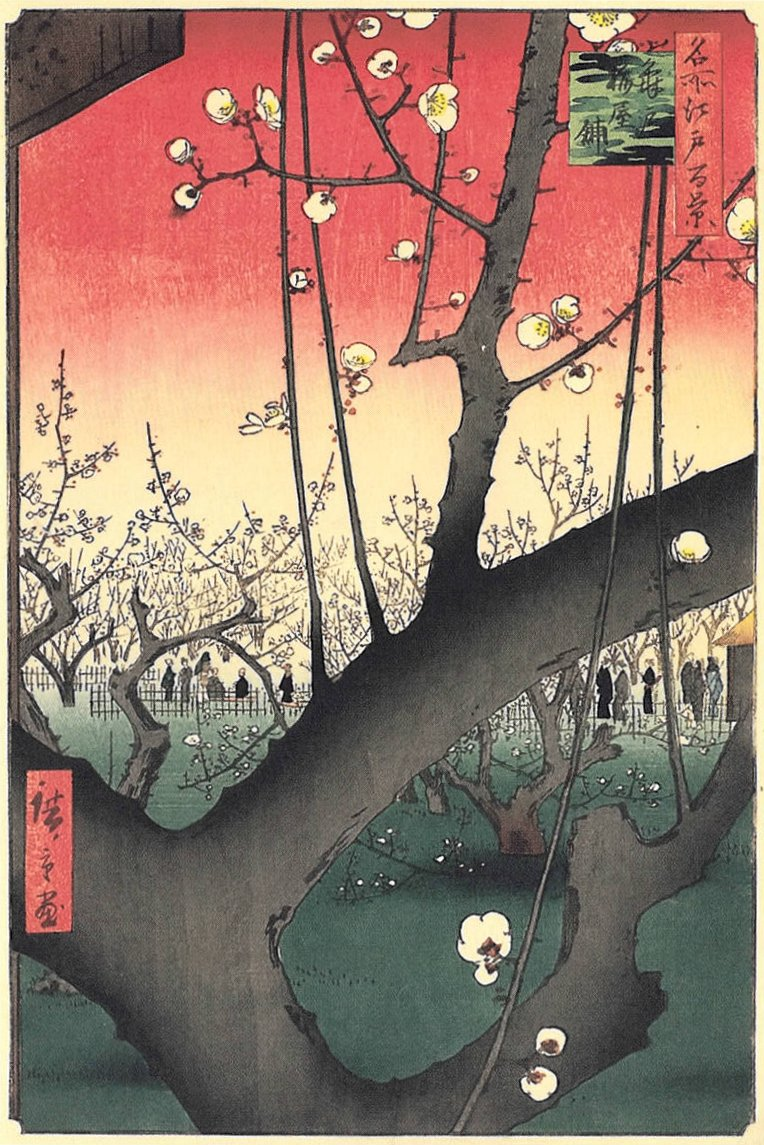
歌川広重

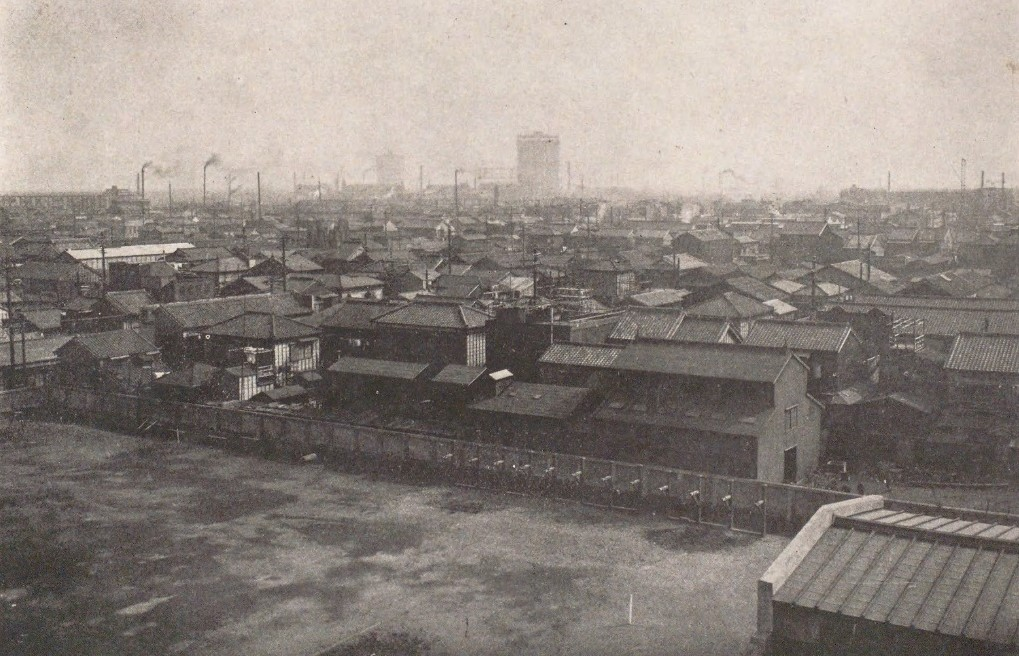
工場地帯となった1920年代末頃の亀戸

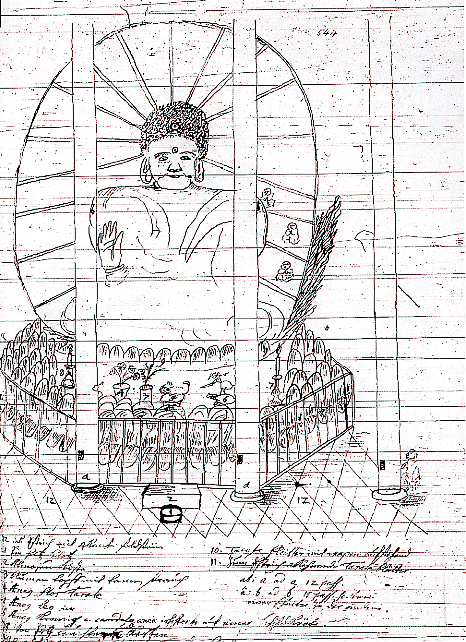
エンゲルベルト・ケンペルの方広寺大仏（京の大仏）のスケッチ。寛文2年5月1日 (1662年6月16日) の寛文近江・若狭地震で銅造の方広寺大仏が損壊したので、木造で新しく造り替えられることになったが、取り壊された大仏の躯体の銅材は、亀戸にあった銭座に運び込まれ、寛永通宝(文銭)の鋳造に用いられたという(詳しくは新寛永(文銭)項目を参照)。

亀戸と書いて「かめいど」と読むのは難読地名で、元々は亀井戸と書いたことに由来する。亀戸香取神社の社誌によると元々の地名は「亀島」（または亀ヶ島、亀津島）で、その名の通り亀の形に似た島であったことによる。
古代の利根川の東京湾河口に土砂が堆積して島が作られた。その地点は利根川の河口付近の分流である当時の中川（現在の旧中川）と隅田川（現在の横十間川）の接近した東西両河口の間に当たる。現在の北十間川（これも当時の隅田川の分流の一つ）が陸側と島とを隔てていて、その流れの南岸の堆積が島となった（現在の亀戸香取神社付近）。後に島の周辺に土砂が堆積して周りの島々と陸続きになり、亀島は亀村と呼ばれるようになった。これが、『武蔵風土記稿』に見える現在の亀戸三丁目附近にあった臥龍梅庭の井戸「亀ヶ井」と混同されて「亀井戸」と呼ばれるようになり、さらに「井」が取れて亀戸となった（亀津島の津（「つ」は古語で「の」の意）が「と」に変化したものとする説もある）。
一方、亀戸村役場にあった村誌によると、古代の亀戸は奥州街道に接しており、源義経が付近を通過した際に家臣の伊勢三郎が亀戸に閑居したという。しかし当時の亀戸は飲料水の確保が難しく、友人の亀井六郎に相談したところ、六郎は地面を掘って井戸を完成させた。三郎はこの井戸を亀井戸と呼び、後に地名となったとされる。この井戸は昭和4年（1929年）当時亀戸村に住んでいた安藤喜左衛門の邸宅内にあった。
亀戸には古い寺社が複数存在するが、それは鎌倉時代から戦国時代にかけて葛西御厨であった当地を統治した葛西氏が信心深かったためという。葛西氏は香取神宮の宝殿を造営したこと、御厨であることから、亀戸には香取神社や神明社が多い。
亀戸村のうち、亀戸天神・天神橋周辺、北十間川南岸（境橋周辺）、および十間川東岸（日鐵NDタワー周辺）の各地の百姓商売屋は1664年（寛文4年）に取り立てられ、1697年（元禄10年）に町地となり、亀戸町・亀戸境町・亀戸清水町が成立した。この三町は正徳3年閏5月11日（1713年7月3日）に本所の町地が町奉行に移管された際に、町奉行と代官の両支配地となった。1872年（明治5年）に亀戸町以外は亀戸村に再び合併した。
1889年（明治22年）市制町村制施行が施行された際に横十間川以西が東京市、以東が南葛飾郡とされ、南葛飾郡内の各村も合併・再編された（「明治の大合併」）。それまでの亀戸村も、新設の各村（（新）亀戸村、大島村、吾嬬村）、そして東京市深川区と本所区へ編入された。
大島村に編入された区域は大島村大字亀戸、吾嬬村に編入された区域は吾嬬村大字亀戸になり、「亀戸」の地名は残っていたが、大島町（1900年町制施行）は1915年（大正4年）に、吾嬬町（1912年町制施行）は1930年（昭和5年）にそれぞれ町内の大字と小字を改編して、大島町大字一～八丁目、吾嬬町大字東一・五丁目となったため、区域内における字としての亀戸の地名は消滅した。
また、東京市に編入された区域は、暫定的に深川区ならびに本所区内の「村」として残っていたが、1891年（明治24年）に近隣の町域に組み込まれた。すなわち深川区亀戸村字南江耕地が深川猿江裏町に、字大横川が深川東町に、字古石場が深川古石場町に、本所区亀戸村字水神西宅地（飛地）が押上町に、字矢場耕地が本所太平町一～二丁目・柳島町・本所錦糸町・本所柳原町一～二丁目に、字大横川が本所柳原町三丁目にそれぞれ編入された。
現在の亀戸はこの時に成立した（新）亀戸村の区域である。これには南葛飾郡（旧）亀戸村の大部分、深川出村、南本所出村、北本所出村の各一部（飛地）のほか、柳島村、小梅村、中之郷村、押上村の各一部、本所区亀戸町（上述の亀戸町）、本所松代町四丁目（もと深川松代町四丁目）、本所瓦町（もと南本所瓦町）、本所五ノ橋町（もと小梅五之橋町・中之郷五之橋町）の各全域が含まれた。
1910年（明治43年）8月の明治43年の大水害では一帯が水没。亀戸天神付近で水深8尺に達した。
1945年（昭和20年）の東京大空襲で亀戸の大部分が焼失したが、旧中川沿いの亀戸九丁目の大部分は焼け残った。これを受け毎年8月15日に旧中川東京大空襲犠牲者慰霊灯籠流しを開催している。

### 臥龍梅
江戸時代、江戸の東はずれに亀戸天神があり、ここから東は民家が切れ、田畑ばかりが広がっていた。亀戸天神から北東400メートル足らずの場所に臥龍梅があった。農家の梅であるが、享保九年に吉宗が隅田川辺への鷹狩の途次立ち寄って、世に知られた。創始の伊勢屋彦右衛門という人は本所に住む商人であったが、風雅を好んで別荘を造って、梅を楽しんでいた。梅は成長して奇木となって、龍が地面に臥すような形で四方に枝を伸ばした。地に着いた枝から根を生じ、そこから新しく枝を出すというように、周りに広がっていった。伊勢屋の子孫はここに住んで農業を営み、臥龍梅を育て続けた。吉宗が来て以来、臥龍梅は御用木となっていたのである。寛政4年（1792年）頃には、元の臥龍梅は枯死したが、枝から次々と根を出すので、二代、三代と臥龍梅がついていた。臥龍梅は、一本から分かれた梅だけであったものを、遊客が増えるにつれて、梅を数百本に増やし、茶屋を作って客をもてなすようになった。臥龍梅が梅屋敷へと発展したものである。

## 世帯数と人口

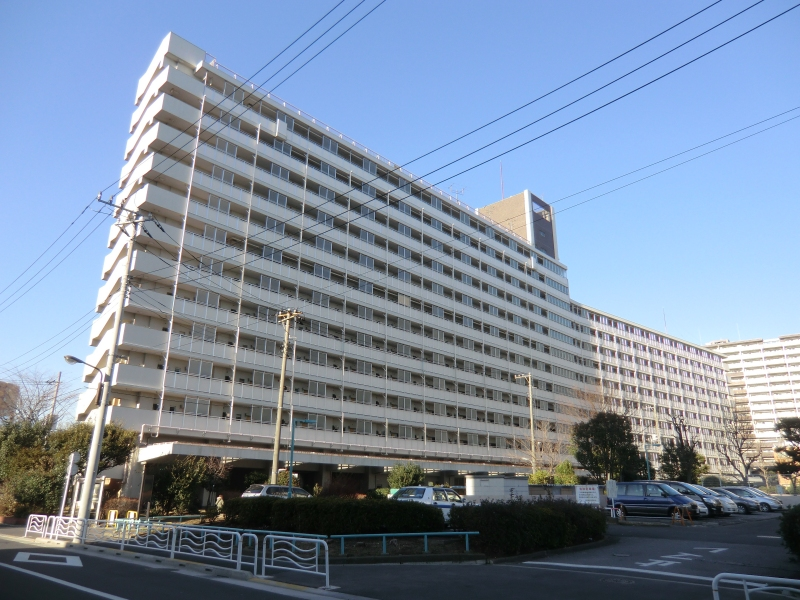
亀戸九丁目アパート

2023年（令和5年）1月1日現在（東京都発表）の世帯数と人口は以下の通りである。
| 丁目       | 世帯数     | 人口     |
| ---------- | ---------- | -------- |
| 亀戸一丁目 | 3,333世帯  | 5,708人  |
| 亀戸二丁目 | 4,643世帯  | 7,221人  |
| 亀戸三丁目 | 4,784世帯  | 8,106人  |
| 亀戸四丁目 | 3,060世帯  | 4,554人  |
| 亀戸五丁目 | 3,585世帯  | 5,720人  |
| 亀戸六丁目 | 4,776世帯  | 8,062人  |
| 亀戸七丁目 | 5,599世帯  | 10,048人 |
| 亀戸八丁目 | 1,475世帯  | 2,442人  |
| 亀戸九丁目 | 4,712世帯  | 10,901人 |
| 計         | 35,967世帯 | 62,762人 |

### 人口の変遷
国勢調査による人口の推移。
| 年                 | 人口   |
| ------------------ | ------ |
| 1995年（平成7年）  | 43,129 |
| 2000年（平成12年） | 43,971 |
| 2005年（平成17年） | 48,703 |
| 2010年（平成22年） | 54,165 |
| 2015年（平成27年） | 57,502 |
| 2020年（令和2年）  | 60,963 |

### 世帯数の変遷
国勢調査による世帯数の推移。
| 年                 | 世帯数 |
| ------------------ | ------ |
| 1995年（平成7年）  | 17,998 |
| 2000年（平成12年） | 20,058 |
| 2005年（平成17年） | 23,207 |
| 2010年（平成22年） | 26,506 |
| 2015年（平成27年） | 29,834 |
| 2020年（令和2年）  | 33,156 |

## 学区
区立小・中学校に通う場合、学区は以下の通りとなる（2023年4月時点）。
| 丁目       | 番地             | 小学校                 | 中学校                 |
| ---------- | ---------------- | ---------------------- | ---------------------- |
| 亀戸一丁目 | 全域             | 江東区立第一亀戸小学校 | 江東区立第三亀戸中学校 |
| 亀戸二丁目 | 全域             | 江東区立第一亀戸小学校 | 江東区立第三亀戸中学校 |
| 亀戸三丁目 | 1～46番          | 江東区立第一亀戸小学校 | 江東区立第三亀戸中学校 |
| 亀戸三丁目 | 47〜62番         | 江東区立香取小学校     | 江東区立第三亀戸中学校 |
| 亀戸四丁目 | 全域             | 江東区立香取小学校     | 江東区立第二亀戸中学校 |
| 亀戸五丁目 | 全域             | 江東区立水神小学校     | 江東区立第二亀戸中学校 |
| 亀戸六丁目 | 1～31番 58～62番 | 江東区立第二亀戸小学校 | 江東区立第三亀戸中学校 |
| 亀戸六丁目 | 32〜57番 63番    | 江東区立第二亀戸小学校 | 江東区立亀戸中学校     |
| 亀戸七丁目 | 1～8番 39～68番  | 江東区立第二亀戸小学校 | 江東区立亀戸中学校     |
| 亀戸七丁目 | 9〜38番          | 江東区立浅間竪川小学校 | 江東区立亀戸中学校     |
| 亀戸八丁目 | 全域             | 江東区立水神小学校     | 江東区立第二亀戸中学校 |
| 亀戸九丁目 | 全域             | 江東区立浅間竪川小学校 | 江東区立亀戸中学校     |

## 交通

### 鉄道
- JR東日本
  - 総武線
亀戸駅
- 東武鉄道
  - 亀戸線
亀戸駅 - 亀戸水神駅

## 道路
- 首都高速道路
  - 首都高速7号小松川線
- 一般国道
  - 国道14号（京葉道路）
- 都道
  - 東京都道306号王子千住夢の島線（明治通り）
  - 東京都道476号南砂町吾嬬町線（丸八通り）
  - 東京都道453号本郷亀戸線（浅草通り）
  - 東京都道315号御徒町小岩線（蔵前橋通り）
  - 東京都道477号亀戸葛西橋線

## 事業所
2021年（令和3年）現在の経済センサス調査による事業所数と従業員数は以下の通りである。
| 丁目       | 事業所数    | 従業員数 |
| ---------- | ----------- | -------- |
| 亀戸一丁目 | 353事業所   | 7,336人  |
| 亀戸二丁目 | 452事業所   | 6,703人  |
| 亀戸三丁目 | 306事業所   | 2,124人  |
| 亀戸四丁目 | 166事業所   | 1,514人  |
| 亀戸五丁目 | 414事業所   | 5,112人  |
| 亀戸六丁目 | 426事業所   | 4,623人  |
| 亀戸七丁目 | 223事業所   | 2,318人  |
| 亀戸八丁目 | 48事業所    | 338人    |
| 亀戸九丁目 | 165事業所   | 2,173人  |
| 計         | 2,553事業所 | 32,241人 |

### 事業者数の変遷
経済センサスによる事業所数の推移。
| 年                 | 事業者数 |
| ------------------ | -------- |
| 2016年（平成28年） | 2,424    |
| 2021年（令和3年）  | 2,553    |

### 従業員数の変遷
経済センサスによる従業員数の推移。
| 年                 | 従業員数 |
| ------------------ | -------- |
| 2016年（平成28年） | 29,401   |
| 2021年（令和3年）  | 32,241   |

## 施設

### 商業施設
- カメイドクロック（旧・サンストリート亀戸）
- アトレ亀戸
- ドン・キホーテ亀戸店（旧・丸興百貨店本店）
- 亀戸梅屋敷
- 亀戸横丁
- アンフェリシオン
- オーケー亀戸店
- コモディイイダ食彩館亀戸店
- オリンピック亀戸店（旧・亀戸日勝・スカラ座）
- マックスバリュエクスプレス亀戸店
- 新鮮市場亀戸店

### 行政
- 江東区役所亀戸出張所 (カメリアプラザ)
- 江東東税務署
- 亀戸労働基準監督署

### 図書館
- 区立亀戸図書館

### 防犯・防災
- 交番
  - 城東警察署亀戸交番
  - 城東警察署亀戸駅前交番
  - 城東警察署天神橋交番
- 消防
  - 城東消防署

### スポーツ
- 亀戸野球場

### 宿泊施設
- スーパーホテル東京・亀戸
- ホテルマイステイズ亀戸
- LANG HOTEL 亀戸
- KAMEIDO HOUSE

## 教育

### 小学校
- 区立
  - 第一亀戸小学校
  - 第二亀戸小学校
  - 香取小学校
  - 水神小学校
  - 浅間竪川小学校

### 中学校
- 区立
  - 亀戸中学校
  - 第二亀戸中学校
  - 第三亀戸中学校

### 高等学校
- 公立
  - 東京都立江東商業高等学校
- 私立
  - 中央学院大学中央高等学校

### 専修学校
- 私立
  - 読売自動車大学校
  - 東京服装文化学院

## 職業訓練

### 職業能力開発校
- 公立
  - 東京都立城東職業能力開発センター（旧：東京都立亀戸技術専門校）

## 金融機関

### 銀行
- みずほ銀行亀戸支店
- 三井住友銀行亀戸支店
- りそな銀行亀戸支店

### 信託銀行
- みずほ信託銀行亀戸トラストラウンジ

### 信用金庫
- 東京東信用金庫亀戸支店
- 東榮信用金庫亀戸支店
- 小松川信用金庫亀戸支店

### 労働金庫
- 中央労働金庫亀戸支店

### 信用組合
- 大東京信用組合亀戸支店
- ハナ信用組合亀戸支店

## 神社・寺院

### 神社
- 亀戸天神（東宰府）
- 御嶽神社
- 香取神社（旧亀戸村鎮守）
- 天祖神社（旧柳島村鎮守）
- 亀戸浅間神社
- 水神社（亀戸水神）
- 石井神社（おしゃもじ稲荷）

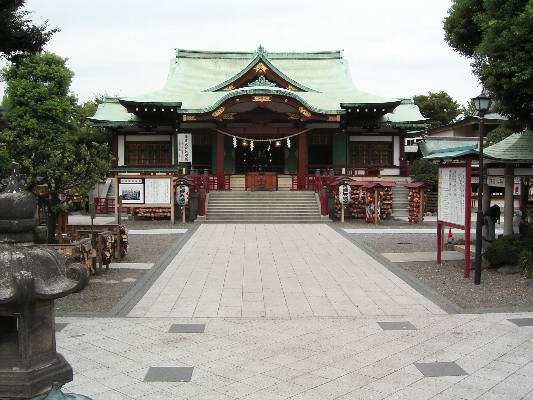
亀戸天神

- 梅屋敷伏見稲荷神社（三丁目。旧亀戸梅屋敷跡）
- 稲荷神社（六丁目。平岩公園内）
- 豊川稲荷（六丁目）

### 寺院
- 普門院
- 光明寺
- 龍光寺
- 常光寺
- 浄心寺
- 法徳寺
- 長寿禅寺
- 法蓮寺
- 自性院
- 龍眼寺
- 東覚寺

## 著名な出身者
- 山崎正 - 作詞家
- 鈴木志郎康 - 詩人、映像作家
- 飯島愛 - タレント
- おりも政夫 - タレント、俳優
- 華原朋美 - タレント、歌手
- 蔵忠芳 - 俳優
- 斉藤あきら - 漫画家
- 向後つぐお - 漫画家
- 坂本昌行 - ミュージカル俳優・V6・20th Century
- 持田香織 - 歌手 (Every Little Thing)
- ヘンリー塚本 - AV監督

## 名物
- 亀戸大根
- 元祖くず餅
- 亀戸餃子
- 亀戸ホルモン
- 味噌パン

## 主な出来事
- 洋モス争議
- 亀戸異臭事件
- 亀戸事件
- 亀戸警察官電殺事件

## 亀戸が舞台の作品

### 映画
- この声なき叫び

### テレビドラマ
- グッドモーニング
- 影なき殺意

### 小説
- 川の深さは（福井晴敏）
- 四つの終止符（西村京太郎）

### 漫画
- 昭和の男（入江喜和）
- するめいか（ルーツ）
- てーきゅう（ルーツ）

- 高宮なすのです!（ルーツ）
- うさかめ（ルーツ）
- うわばきっず（ルーツ)

## その他

### 日本郵便
- 郵便番号 : 136-0071[3]（集配局 : 城東郵便局[21]）。